# Fuilla
Fuilla település Franciaországban, Pyrénées-Orientales megyében. Lakosainak száma 435 fő (2022. január 1.). Fuilla Villefranche-de-Conflent, Corneilla-de-Conflent, Vernet-les-Bains, Sahorre, Escaro és Serdinya községekkel határos.

## Földrajz

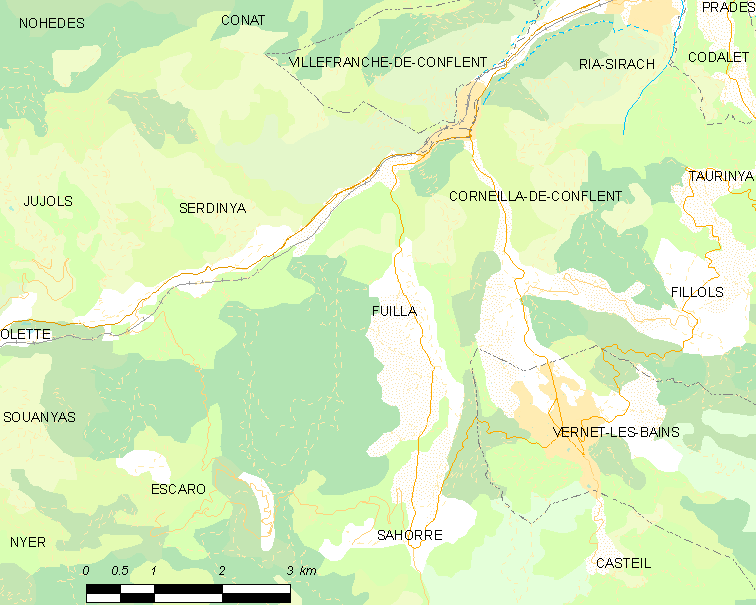
Fuilla és környéke

## Népesség
A település népességének változása:
| Lakosok száma | 453  | 450  | 489  | 448  | 447  | 443  | 442  | 434  | 435  |
|               | 2013 | 2015 | 2016 | 2017 | 2018 | 2019 | 2020 | 2021 | 2022 |